# Dubai Tennis Championships 2018 - Qualificazioni singolare maschile
Le qualificazioni del singolare maschile del Dubai Tennis Championships 2018 sono state un torneo di tennis preliminare per accedere alla fase finale della manifestazione. I vincitori dell'ultimo turno sono entrati di diritto nel tabellone principale. In caso di ritiro di uno o più giocatori aventi diritto a questi sono subentrati i lucky loser, ossia i giocatori che hanno perso nell'ultimo turno ma che avevano una classifica più alta rispetto agli altri partecipanti che avevano comunque perso nel turno finale.

## Teste di serie
1. Lukáš Lacko (primo turno)
2. Yuki Bhambri (ultimo turno)
3. Quentin Halys (qualificato)
4. Blaž Kavčič (ultimo turno, lucky loser)

1. Marcel Granollers (primo turno)
2. Stefano Travaglia (ultimo turno)
3. Yannick Maden (qualificato)
4. Gleb Sakharov (qualificato)

## Qualificati
1. Ernests Gulbis
2. Yannick Maden

1. Quentin Halys
2. Gleb Sakharov

### Lucky loser
1. Blaž Kavčič

## Tabellone

### Legenda
| - Q = Qualificato - WC = Wild card - LL = Lucky loser | - ALT = Alternate - SE = Special Exempt - PR = Protected Ranking | - w/o = Walkover - r = Ritirato - d = Squalificato |

### Sezione 1
|  | Primo turno | Primo turno           | Primo turno           | Primo turno | Primo turno |  |  | Ultimo turno | Ultimo turno      | Ultimo turno      | Ultimo turno | Ultimo turno |  |
|  |             |                       |                       |             |             |  |  |              |                   |                   |              |              |  |
|  | 1           | Lukáš Lacko           | Lukáš Lacko           | 4           | 4           |  |  |              |                   |                   |              |              |  |
|  |             | Ernests Gulbis        | Ernests Gulbis        | 6           | 6           |  |  |              | Ernests Gulbis    | Ernests Gulbis    | 6            | 6            |  |
|  |             | Karim-Mohamed Maamoun | Karim-Mohamed Maamoun | 3           | 64          |  |  | 6            | Stefano Travaglia | Stefano Travaglia | 3            | 2            |  |
|  | 6           | Stefano Travaglia     | Stefano Travaglia     | 6           | 7           |  |  |              |                   |                   |              |              |  |

### Sezione 2
|  | Primo turno | Primo turno    | Primo turno    | Primo turno | Primo turno |  |  | Ultimo turno | Ultimo turno  | Ultimo turno  | Ultimo turno | Ultimo turno |  |
|  |             |                |                |             |             |  |  |              |               |               |              |              |  |
|  | 2           | Yuki Bhambri   | Yuki Bhambri   | 6           | 6           |  |  |              |               |               |              |              |  |
|  | WC          | Ivan Dodig     | Ivan Dodig     | 2           | 1           |  |  | 2            | Yuki Bhambri  | Yuki Bhambri  | 1            | 1            |  |
|  |             | Viktor Galović | Viktor Galović | 4           | 4           |  |  | 7            | Yannick Maden | Yannick Maden | 6            | 6            |  |
|  | 7           | Yannick Maden  | Yannick Maden  | 6           | 6           |  |  |              |               |               |              |              |  |

### Sezione 3
|  | Primo turno | Primo turno        | Primo turno        | Primo turno | Primo turno |  |  | Ultimo turno | Ultimo turno   | Ultimo turno   | Ultimo turno | Ultimo turno |  |
|  |             |                    |                    |             |             |  |  |              |                |                |              |              |  |
|  | 3           | Quentin Halys      | Quentin Halys      | 6           | 6           |  |  |              |                |                |              |              |  |
|  |             | Matthias Bachinger | Matthias Bachinger | 4           | 1           |  |  | 3            | Quentin Halys  | Quentin Halys  | 7            | 6            |  |
|  | WC          | Alexei Popyrin     | Alexei Popyrin     | 6           | 6           |  |  | WC           | Alexei Popyrin | Alexei Popyrin | 65           | 4            |  |
|  | 5           | Marcel Granollers  | Marcel Granollers  | 3           | 0           |  |  |              |                |                |              |              |  |

### Sezione 4
|  | Primo turno | Primo turno   | Primo turno   | Primo turno | Primo turno |  |  | Ultimo turno | Ultimo turno  | Ultimo turno  | Ultimo turno | Ultimo turno |  |
|  |             |               |               |             |             |  |  |              |               |               |              |              |  |
|  | 4           | Blaž Kavčič   | 2             | 6           | 4           |  |  |              |               |               |              |              |  |
|  |             | Sumit Nagal   | 6             | 2           | 0r          |  |  | 4            | Blaž Kavčič   | Blaž Kavčič   | 3            | 4            |  |
|  | WC          | Rajeev Ram    | Rajeev Ram    | 2           | 3           |  |  | 8            | Gleb Sakharov | Gleb Sakharov | 6            | 6            |  |
|  | 8           | Gleb Sakharov | Gleb Sakharov | 6           | 6           |  |  |              |               |               |              |              |  |